# Florensky (cràter)
Florensky és un cràter d'impacte de la Lluna situat a nord-est del cràter més gran Vernadskiy. Es troba a la cara oculta de la Lluna, de manera que no es pot veure directament des de la Terra. La vora d'aquest cràter ha estat fortament erosionat i forma un anell irregular sobre l'interior desigual.

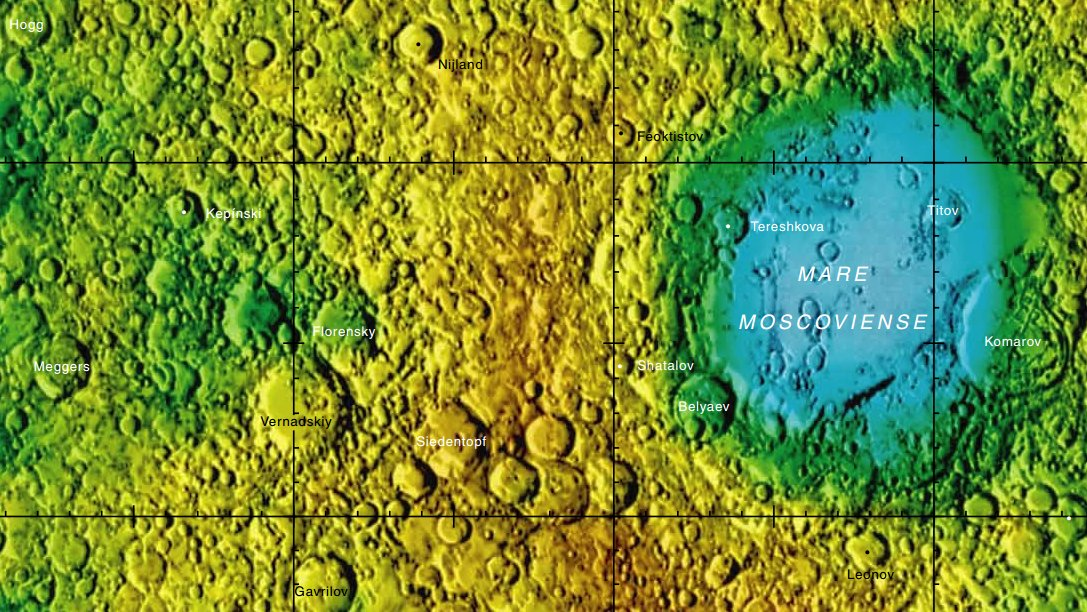
Localització de Florensky (centre esquerra de la imatge). Cartografia de la missió Lunar Reconnaissance Orbiter

Va ser identificat prèviament com Vernadskiy B abans de ser reanomenat per la UAI.